# Ce qui doit être dit

Ce qui doit être dit (Was gesagt werden muss en allemand) est un poème en prose de l'écrivain allemand Günter Grass, publié dans les journaux Süddeutsche Zeitung, La Repubblica et El País le 4 avril 2012.

## Résumé du poème
Le poème se réfère au conflit actuel entre l'Iran et Israël. Les deux pays ont depuis longtemps mis en œuvre leur propre programme nucléaire, Israël comme l'Iran.
Dans ce contexte selon le narrateur sont effectuées des jeux de stratégie militaires, où les survivants sont « tout au plus des notes de bas de pages »,. Le président iranien est seulement « une grande gueule » menaçant l'état juif. On ne sait pas si l'Iran possède une bombe atomique, on le soupçonne seulement. Si l'Allemagne livrait un autre sous-marin à Israël, elle serait une complice « d'un crime prévisible ». Quand Israël attaque l'Iran pour se défendre contre le programme nucléaire iranien sans qu'aucune preuve matérielle ne soit donnée d'une véritable menace encourue, cela « menace une paix du monde déjà fragile ». C'est cela qui devrait être dit.
Le narrateur affirme qu'il n'est qu'un vieil homme, qui, « vieillit, et de ma dernière encre », a cessé de se taire, bien que tout intervention contre Israël par un Allemand soit considérée comme antisémite. Il est « las de l'hypocrisie de l'Occident » qui « pèse sur moi comme un mensonge ».
En conclusion, les programmes nucléaires israélien et iranien doivent être placés sous contrôle international.

## Les réactions
La publication du poème a provoqué des réactions plutôt négatives en Allemagne et en Israël. Notamment, le premier ministre israélien Benyamin Netanyahou a dit qu'il n'était pas surpris qu'un ancien soldat de la Waffen-SS comme Günter Grass pense que seul l'État juif n'ait pas le droit de se défendre.
L'historien Tom Segev affirme que Grass avait tort de dire qu'il rompait le silence, car il y a une discussion assez vive en Israël portant sur l'action militaire contre l'Iran.
Le 8 avril 2012, le ministre de l’Intérieur israélien Eli Yishaï déclarait Günter Grass persona non grata en Israël.
Dans un entretien avec le Frankfurter Allgemeine Zeitung, le critique littéraire allemand Marcel Reich-Ranicki a dit que Grass avait publié son « poème dégoûtant » dans le seul but de provoquer un scandale. Il dit qu'il ne pensait pas que Grass était antisémite et que ce serait seulement en vieillissant que son passé de soldat SS le rattraperait.
L'historien israélien Élie Barnavi reproche  à Günter Grass le choix du poème en prose, procédé qui dispense l'auteur d'argumenter et d'apporter la preuve de ses dires. Il suggère que Grass, polémiste affirmé, recherche un prétexte pour décharger la conscience allemande du poids de la Shoah